# 明斯克站 (莫斯科地铁)
明斯克站（羅馬化：Minskaya）是莫斯科地铁加里宁-松采沃线（8號線）的一座车站，2017年3月16日随该线胜利公园－拉缅基段开通。

## 车站结构
本站采用单柱岛式站台，以灰、黑、红为主色调，从而与邻近的卫国战争中央博物馆呼应。
| 东↑ |      |                                    |  |
| 1道 | 1    | $$商业中心$$・$$胜利公园$$方向     |  |
|     | 岛式 |                                    |  |
| 2道 | 2    | $$洛蒙诺索夫大道$$・$$拉缅基$$方向 |  |
| 西↓ |      |                                    |  |